# Cleveland Cavaliers 1970-1971
La stagione 1970-71 dei Cleveland Cavaliers fu la 1ª nella NBA per la franchigia.
I Cleveland Cavaliers arrivarono quarti nella Central Division della Eastern Conferencecon un record di 15-67, non qualificandosi per i play-off.

## Roster
| N° | Naz.                   | Ruolo | Sportivo         | Anno | Alt. | Peso |
| -- | ---------------------- | ----- | ---------------- | ---- | ---- | ---- |
| 5  | Stati Uniti (bandiera) | G     | Bobby Lewis      | 1945 | 191  | 79   |
| 7  | Stati Uniti (bandiera) | GA    | Bingo Smith      | 1946 | 196  | 88   |
| 10 | Stati Uniti (bandiera) | G     | Joe Cooke        | 1948 | 191  | 79   |
| 11 | Stati Uniti (bandiera) | GA    | John Warren      | 1947 | 191  | 82   |
| 15 | Stati Uniti (bandiera) | A     | Dave Sorenson    | 1948 | 203  | 102  |
| 17 | Stati Uniti (bandiera) | G     | Bobby Washington | 1947 | 180  | 79   |
| 18 | Stati Uniti (bandiera) | AC    | McCoy McLemore   | 1942 | 201  | 104  |
| 21 | Stati Uniti (bandiera) | G     | Johnny Egan      | 1939 | 180  | 82   |
| 22 | Stati Uniti (bandiera) | GA    | Cliff Anderson   | 1944 | 188  | 91   |
| 23 | Stati Uniti (bandiera) | A     | Gary Freeman     | 1948 | 206  | 95   |
| 30 | Stati Uniti (bandiera) | A     | Larry Mikan      | 1948 | 201  | 95   |
| 32 | Stati Uniti (bandiera) | A     | John Johnson     | 1947 | 201  | 91   |
| 40 | Stati Uniti (bandiera) | AC    | Gary Suiter      | 1945 | 206  | 102  |
| 44 | Stati Uniti (bandiera) | C     | Walt Wesley      | 1945 | 211  | 100  |
| 45 | Stati Uniti (bandiera) | C     | Luther Rackley   | 1946 | 208  | 100  |
| 50 | Stati Uniti (bandiera) | AC    | Len Chappell     | 1941 | 203  | 109  |

## Staff tecnico
- Allenatore: Bill Fitch
- Vice-allenatore: Jim Lessig